# Нерощино
Неро́щино (рос. Нерощино) — присілок у складі Дмитровського міського округу Московської області, Росія.

## Населення
Населення — 2 особи (2010; 3 у 2002).
Національний склад (станом на 2002 рік):
- росіяни — 100 %